# Neopilina
Neopilina es un género de monoplacóforos altamente derivado. Algunos resultados de estudios moleculares muestran que caen dentro del clado de los poliplacóforos, aunque dichos resultados han sido cuestionados. Los datos fósiles y morfológicos muestran que se trata de un grupo muy derivado y contienen escasas similitudes con un hipotético "molusco ancestral".

## Anatomía
Su anatomía llevó a los investigadores a postular que los cefalópodos evolucionaron a partir de los Monoplacophora.
Los dos tentáculos preorales son considerados homólogos a los de los gastrópodos; al igual que en los tentáculos de los gastrópodos prosobranquios, sus nervios conectan con el ganglio cerebral. Los tentáculos posorales son equiparados a los palpos labiales de los bivalvos, los brazos de los cefalópodos y los captáculos de los escafópodos.
Los endurecimientos cuticulares alrededor de la boca del organismo son considerados como mandíbulas, no muy alejados de los picos de los cefalópodos o las mandíbulas de muchos gastrópodos.
La presencia de una concha única da lugar a la comparación con el cefalópodo Nautilus. No obstante, más allá de su simetría bilateral y la dirección de enroscamiento, no hay una equivalencia clara de esta relación; la concha de Nautilus es notablemente diferente en la posesión de septosa (y por ello un sifúnculo).: 64 Neopilina tiene un grado de semejanza similar a muchos otros grupos de moluscos, lo que da lugar a la especulación de que se trata de un molusco ancestral relativamente poco modificado. La concha es aragonítica, consistiendo principalmente de una capa prismática tapizada con nácar.
El organismo contiene cinco pares de ctenidia (branquias), inusual para los moluscos; el par posterior es considerado homólogo a los dos pares en Nautilus. Los polyplacophora, tienen varios pares de ctenidios, pero este número varía y no está relacionado al número de segmentos de su cuerpo.
El pie y el surco pallial son muy difíciles de diferenciar de aquellos de los polyplacophora, apoyando su ubicación en este grupo a partir de métodos moleculares.
La rádula no es diferente de la de los polyplacophora; es notorio que su quinto diente está modificado a modo de peineta.

## Ecología
Las especies de Neopilina son marinas y bentónicas (se alimentan y viven en el fondo marino) y posiblemente depositívoras; en vida, su conchilla está rodeada de una capa de mucus que estaría involucrada en la alimentación o en la locomoción.

## Especies
Se reconocen cuatro especies:
- Neopilina bruuni Menzies, 1968
- Neopilina galatheae Lemche, 1957
- Neopilina rebainsi Moskalev, Starobogatov & Filatova, 1983
- Neopilina starobogatovi Ivanov & Moskalev, 2007